# Ат-Таляк
Ат-Таляк (араб. الطلاق — Развод) — шестьдесят пятая сура Корана. Сура мединская.  Состоит из 12 аятов.

## Содержание
В суре рассказывается о некоторых установлениях, касающихся развода, об «идде» (определенном сроке после развода, в течение которого разведённая женщина не может выйти замуж), видах «идды» и её законоположениях.

 О Пророк! Когда вы даёте жёнам развод, то разводитесь в течение установленного срока, ведите счёт этому сроку и бойтесь Аллаха, вашего Господа. Не выгоняйте их из их домов, и пусть они не выходят из них, если только они не совершат явную мерзость. Таковы ограничения Аллаха. Кто преступает ограничения Аллаха, тот поступает несправедливо по отношению к себе. Ты не знаешь, что Аллах, возможно, после этого решит иначе. ۝ Когда для них наступит установленный срок, оставьте их у себя по-хорошему или же отпустите по-хорошему. Призовите свидетелями двух справедливых мужей из вас и будьте свидетелями ради Аллаха. Таково увещевание для тех, кто верует в Аллаха и в Последний день. Тому, кто боится Аллаха, Он создаёт выход из положения ۝ и наделяет его уделом оттуда, откуда он даже не предполагает. Тому, кто уповает на Аллаха, достаточно Его. Аллах доводит до конца Своё дело. Аллах установил меру для каждой вещи. ۝ Для тех из ваших женщин, у которых прекратились менструации, если вы сомневаетесь, установленный для развода срок равен трём месяцам, как и для тех, у которых не было менструаций. Для беременных срок установлен до тех пор, пока они не разрешатся от бремени. Тому, кто боится Аллаха, Он облегчает дела. ۝ Таково повеление Аллаха, которое Он ниспослал вам. Тому, кто боится Аллаха, Он простит злодеяния и увеличит награду. 
—  65:1—5 (Кулиев)